# ناكا (إيباراكي)
ناكا (باليابانية: 那珂市 ناكا-شي) هي مدينة تقع في محافظة إيباراكي، اليابان. تأسست المدينة في 21 يناير 2005.

## وصلات خارجية
- موقع بلدية ناكا